# Mbombok
Le Mbombok ou Mbombog est un patriarche traditionnel dans l'institution sociale du peuple Bassa. Au pluriel, on parle des (« Ba Mbombok »). Il est le personnage clé du système politique traditionnel du peuple Bassa. Traditionnellement, aucun Mbombok n'a de prééminence sur l'ensemble de l'ethnie bassa, mais les bambombok forment une assemblée collégiale pour fixer des lois et prendre les décisions concernant l'ensemble de leurs clans.

## Prérogatives temporelles et spirituelles
Il est à la fois chef de clan et dépositaire de la puissance divine.

## Intronisation
Lors de son intronisation, des pierres lui sont remises.